# Baby Gang
Baby Gang (* 26. Juni 2001 in Lecco, Italien, bürgerlich Zaccaria Mouhib) ist ein italienischer Rapper.

## Leben und Karriere
Zaccaria Mouhib wurde in eine ursprünglich aus Marokko stammende Einwandererfamilie geboren. 
2018 veröffentlichte er die Single Street auf YouTube und anschließend komponierte er Fuck la pula. 2019 veröffentlichte er Educazione und Cella 1. Im Jahr 2020 begannen seine ersten Kooperationen, er veröffentlichte mit Sacky Bimbi Soldato. Am 27. August 2021 veröffentlichte er sein erstes Album Delinquente, auf dem er erzählt, wie Musik sein Leben veränderte, und im selben Jahr war er im Podcast Wild Moss zu Gast. Am 25. Mai 2023 veröffentlichte er das Album Innocente, in Zusammenarbeit mit Künstlern wie Guè, Emis Killa, Rondodasosa, Baby K, Lazza und Lacrim.
Sein erfolgreichster Song in Deutschland war Mentalité RMX. Der Song hielt sich im Mai 2023 eine Woche in den Charts und schaffte es bis auf Platz 55.
Baby Gang wird vorgeworfen er „nutzte seinen Einfluss, um nicht genehmigte Versammlungen in öffentlich zugänglichen Bereichen zu fördern, die zu Zusammenstößen mit der Polizei führten und so Situationen ernsthafter Sicherheitsgefährdung herstellten“, heißt es in Polizeiakten. Am 10. April 2021 hatte er in Mailand „ungefähr 300 junge Leute“ in der Gegend von San Siro versammelt, um ein Musikvideo mit Neima Ezza aufzunehmen. Es endete mit einem Wurf von Gegenständen auf die Polizei.
Am 26. Januar 2023 wurde er wegen „einer Reihe von Raubüberfällen“ zu 4 Jahren und 10 Monaten Gefängnis verurteilt.
Infolge einer Schießerei, die sich in der Nacht vom 2. auf den 3. Juli 2022 in der Via di Tocqueville, nahe dem Herzen des Mailänder Nachtlebens ereignete, und bei der zwei Senegalesen verletzt wurden, wurde Baby Gang zu 5 Jahren und 2 Monaten Haft verurteilt, der eng mit ihm verbundene und bekannte Trap Rapper Simba La Rue zu 6 Jahren und 4 Monaten.

## Diskografie

### Studioalben
| Jahr | Titel                                | Höchstplatzierung, Gesamtwochen, AuszeichnungChartplatzierungen (Jahr, Titel, , Platzierungen, Wochen, Auszeichnungen, Anmerkungen) | Höchstplatzierung, Gesamtwochen, AuszeichnungChartplatzierungen (Jahr, Titel, , Platzierungen, Wochen, Auszeichnungen, Anmerkungen) | Anmerkungen                           |
| Jahr | Titel                                | IT | CH | Anmerkungen                           |
| ---- | ------------------------------------ | --- | --- | ------------------------------------- |
| 2021 | Delinquente Warner Music Italy       | IT7 Platin · (26 Wo.)IT | CH64 (1 Wo.)CH | Erstveröffentlichung: 27. August 2021 |
| 2023 | Innocente Warner Music Italy         | IT3 Platin · (53 Wo.)IT | CH6 (6 Wo.)CH | Erstveröffentlichung: 26. Mai 2023    |
| 2024 | L’angelo del male Warner Music Italy | IT1 Platin · (54 Wo.)IT | CH5 (4 Wo.)CH | Erstveröffentlichung: 26. April 2024  |

### EPs
| Jahr | Titel | Höchstplatzierung, Gesamtwochen, AuszeichnungChartplatzierungen (Jahr, Titel, Platzierungen, Wochen, Auszeichnungen, Anmerkungen) | Höchstplatzierung, Gesamtwochen, AuszeichnungChartplatzierungen (Jahr, Titel, Platzierungen, Wochen, Auszeichnungen, Anmerkungen) | Anmerkungen                         |
| Jahr | Titel | IT | CH | Anmerkungen                         |
| ---- | ----- | --- | --- | ----------------------------------- |
| 2021 | EP1   | IT15 Gold · (10 Wo.)IT | — | Erstveröffentlichung: 14. Mai 2021  |
| 2022 | EP2   | IT7 Gold · (29 Wo.)IT | CH64 (1 Wo.)CH | Erstveröffentlichung: 17. Juni 2022 |

### Singles
| Jahr | Titel Album                                    | Höchstplatzierung, Gesamtwochen, AuszeichnungChartplatzierungen (Jahr, Titel, Album, Platzierungen, Wochen, Auszeichnungen, Anmerkungen) | Höchstplatzierung, Gesamtwochen, AuszeichnungChartplatzierungen (Jahr, Titel, Album, Platzierungen, Wochen, Auszeichnungen, Anmerkungen) | Höchstplatzierung, Gesamtwochen, AuszeichnungChartplatzierungen (Jahr, Titel, Album, Platzierungen, Wochen, Auszeichnungen, Anmerkungen) | Höchstplatzierung, Gesamtwochen, AuszeichnungChartplatzierungen (Jahr, Titel, Album, Platzierungen, Wochen, Auszeichnungen, Anmerkungen) | Anmerkungen                                                                    |
| Jahr | Titel Album                                    | IT | DE | AT | CH | Anmerkungen                                                                    |
| --- | ---------------------------------------------- | --- | --- | --- | --- | ------------------------------------------------------------------------------ |
| 2022 | Paranoia EP2                                   | IT54 Gold · (2 Wo.)IT | — | — | — | Erstveröffentlichung: 29. April 2022 mit Bobo                                  |
| 2022 | Mentalité EP2                                  | IT67 Platin · (1 Wo.)IT | — | — | CH68 (5 Wo.)CH | Erstveröffentlichung: 9. September 2022                                        |
| 2023 | Connexion –                                    | — | — | AT11 (3 Wo.)AT | CH28 (3 Wo.)CH | Erstveröffentlichung: 17. März 2023 mit RAF Camora                             |
| 2023 | Mentalité RMX –                                | — | DE55 (1 Wo.)DE | — | — | Erstveröffentlichung: 28. April 2023 feat. Kalim                               |
| 2023 | Seconda Generazione Innocente (Deluxe Edition) | IT60 (1 Wo.)IT | — | — | — | Erstveröffentlichung: 6. Oktober 2023                                          |
| 2024 | Hebs –                                         | IT77 (1 Wo.)IT | — | — | — | Erstveröffentlichung: 19. Januar 2024 mit Higashi                              |
| 2024 | Adrenalina L’angelo del male                   | IT13 Platin · (12 Wo.)IT | — | — | — | Erstveröffentlichung: 12. April 2024 feat. Blanco & Marracash                  |
| 2024 | Tu me quieres –                                | IT11 Platin · (… Wo.)IT | — | — | — | Erstveröffentlichung: 13. September 2024 mit Omega, Higashi & Roberto Ferrante |
| 2025 | Misère –                                       | IT43 (3 Wo.)IT | — | — | — | Erstveröffentlichung: 10. Januar 2025 mit Higashi                              |
| 2025 | Kriminal –                                     | IT8 (… Wo.)IT | — | — | — | Erstveröffentlichung: 18. Juli 2025 mit El Alfa & Omega                        |
| Folgende Lieder erschienen nicht als Single, wurden aber durch das Album zum Download und Streaming bereitgestellt und konnten somit eine Platzierung erlangen: |                                                | | | | |                                                                                |
| |                                                | | | | |                                                                                |
| 2021 | Marocchino EP1                                 | IT73 Platin · (1 Wo.)IT | — | — | — |                                                                                |
| 2021 | Boy EP1                                        | IT76 (1 Wo.)IT | — | — | — | mit Bobo feat. Rondodasosa                                                     |
| 2021 | Rapina EP1                                     | IT88 Gold · (1 Wo.)IT | — | — | — | feat. Neima Ezza                                                               |
| 2021 | Ma chérie Delinquente                          | IT74 Gold · (1 Wo.)IT | — | — | — | feat. Capo Plaza                                                               |
| 2022 | 9.19 Blocco 181 (Sampler)                      | IT27 (2 Wo.)IT | — | — | — | mit Salmo, Luciennn & Bobo                                                     |
| 2022 | Lei EP2                                        | IT14 Platin · (13 Wo.)IT | — | — | — | feat. Bené                                                                     |
| 2022 | Cella 3 EP2                                    | IT80 (1 Wo.)IT | — | — | — |                                                                                |
| 2022 | Doppio hublot Botox                            | IT21 Gold · (3 Wo.)IT | — | — | — | mit Night Skinny & Guè                                                         |
| 2023 | Restare Innocente                              | IT24 Platin · (5 Wo.)IT | — | — | — | feat. Lazza                                                                    |
| 2023 | Cella 4 Innocente                              | IT29 Gold · (4 Wo.)IT | — | — | — | mit 2nd Roof                                                                   |
| 2023 | Tony Montana Innocente                         | IT35 Gold · (4 Wo.)IT | — | — | — | feat. Guè                                                                      |
| 2023 | Napoletano Innocente                           | IT42 (2 Wo.)IT | — | — | — |                                                                                |
| 2023 | Que lo ke Innocente                            | IT54 Gold · (7 Wo.)IT | — | — | — |                                                                                |
| 2023 | Come mai Innocente                             | IT63 (1 Wo.)IT | — | — | — | feat. Emis Killa                                                               |
| 2023 | Gustavo Innocente                              | IT78 (1 Wo.)IT | — | — | — | feat. Lacrim                                                                   |
| 2023 | Bentley Innocente (Deluxe Edition)             | IT43 Gold · (3 Wo.)IT | — | — | — | feat. Simba La Rue & J Lord                                                    |
| 2023 | Libertad Innocente (Deluxe Edition)            | IT98 (1 Wo.)IT | — | — | — | feat. Morad                                                                    |
| 2023 | Ray Liotta (Goodfellas) Effetto notte (L’Alba) | IT49 (1 Wo.)IT | — | — | — | mit Emis Killa, Capo Plaza & Jake La Furia                                     |
| 2024 | Sola L’angelo del male                         | IT6 Gold · (6 Wo.)IT | — | — | — | feat. Higashi, Lazza & Tedua                                                   |
| 2024 | Madame L’angelo del male                       | IT11 Gold · (6 Wo.)IT | — | — | — | feat. Higashi & Sfera Ebbasta                                                  |
| 2024 | Miez a via L’angelo del male                   | IT21 (4 Wo.)IT | — | — | — | feat. Geolier                                                                  |
| 2024 | Gangster L’angelo del male                     | IT28 (1 Wo.)IT | — | — | — | feat. Paky                                                                     |
| 2024 | Millionaire L’angelo del male                  | IT29 (2 Wo.)IT | — | — | — | feat. Bob & Guè                                                                |
| 2024 | Huracàn L’angelo del male                      | IT31 (1 Wo.)IT | — | — | — | feat. Gemitaiz & Madman                                                        |
| 2024 | Assistente sociale L’angelo del male           | IT34 (2 Wo.)IT | — | — | — | feat. Higashi & Simba La Rue                                                   |
| 2024 | Non mi vedi L’angelo del male                  | IT36 (1 Wo.)IT | — | — | — | feat. Higashi, Fabri Fibra, Ernia, Rkomi & Geolier                             |
| 2024 | Guerra L’angelo del male                       | IT42 (1 Wo.)IT | — | — | — | feat. Higashi                                                                  |
| 2024 | Agente L’angelo del male                       | IT43 (1 Wo.)IT | — | — | — | feat. Emis Killa & Jake La Furia                                               |
| 2024 | Blood & Crips L’angelo del male                | IT44 (1 Wo.)IT | — | — | — | feat. Higashi                                                                  |
| 2024 | Liberi L’angelo del male                       | IT61 (1 Wo.)IT | — | — | — | feat. Higashi                                                                  |
| 2024 | Italiano L’angelo del male                     | IT62 (1 Wo.)IT | — | — | — | feat. Higashi & Niko Pandetta                                                  |
| 2024 | Serenata Gangster L’angelo del male            | IT75 (1 Wo.)IT | — | — | — | feat. Higashi & Rocco Hunt                                                     |
| 2024 | Venom L’angelo del male                        | IT83 (1 Wo.)IT | — | — | — | feat. Bobo                                                                     |

Weitere Singles
- 2019: Cella 1
- 2020: Caramba (IT: Gold)
- 2020: Cella 2 (IT: Gold)
- 2020: Bimbi Soldato (mit Sacky, IT: Gold)
- 2021: Treni (feat. Il Ghost, IT: Gold)
- 2021: Banlieue (mit Simba La Rue & Philip, IT: Gold)

### Gastbeiträge
| Jahr | Titel Album                             | Höchstplatzierung, Gesamtwochen, AuszeichnungChartplatzierungen (Jahr, Titel, Album, Platzierungen, Wochen, Auszeichnungen, Anmerkungen) | Höchstplatzierung, Gesamtwochen, AuszeichnungChartplatzierungen (Jahr, Titel, Album, Platzierungen, Wochen, Auszeichnungen, Anmerkungen) | Höchstplatzierung, Gesamtwochen, AuszeichnungChartplatzierungen (Jahr, Titel, Album, Platzierungen, Wochen, Auszeichnungen, Anmerkungen) | Höchstplatzierung, Gesamtwochen, AuszeichnungChartplatzierungen (Jahr, Titel, Album, Platzierungen, Wochen, Auszeichnungen, Anmerkungen) | Anmerkungen                                                                                                   |
| Jahr | Titel Album                             | IT | DE | AT | CH | Anmerkungen                                                                                                   |
| --- | --------------------------------------- | --- | --- | --- | --- | --- |
| 2023 | Ay Lala –                               | — | DE— aDE | — | — | Erstveröffentlichung: 9. März 2023 Verkäufe: + 25.000; Malik Montana feat. Baby Gang, Fivio Foreign & Luciano |
| 2023 | Dov’eri? Balordo                        | IT46 (2 Wo.)IT | — | — | — | Erstveröffentlichung: 22. September 2023 Sacky feat. Baby Gang                                                |
| 2024 | In Italia 2024 –                        | IT16 Platin · (11 Wo.)IT | — | — | — | Erstveröffentlichung: 23. Februar 2024 Fabri Fibra feat. Emma & Baby Gang                                     |
| 2024 | Hangover –                              | IT68 (2 Wo.)IT | — | — | — | Erstveröffentlichung: 19. September 2024 Emma feat. Baby Gang                                                 |
| 2025 | Sexy Rave –                             | IT19 (… Wo.)IT | — | — | — | Erstveröffentlichung: 11. April 2025 Fred De Palma feat. Baby Gang                                            |
| Folgende Lieder erschienen nicht als Single, wurden aber durch das Album zum Download und Streaming bereitgestellt und konnten somit eine Platzierung erlangen: |                                         | | | | | |
| |                                         | | | | | |
| 2022 | Eurovision 23                           | IT57 Gold · (3 Wo.)IT | — | — | — | Central Cee feat. Rondodasosa, Baby Gang, A2 Anti, Morad, Beny Junior, Ashe 22 & Freeze Corleone              |
| 2022 | Drari Sensazione ultra                  | IT95 (1 Wo.)IT | — | — | — | Ghali feat. Baby Gang                                                                                         |
| 2023 | Paradiso artificiale La Divina Commedia | IT3 ×3Dreifachplatin · (52 Wo.)IT | — | — | — | Tedua feat. Baby Gang, Kid Yugi                                                                               |
| 2023 | Calcolatrici X2VR                       | IT4 ×2Doppelplatin · (36 Wo.)IT | — | — | — | Charteinstieg: 17. November 2023 Sfera Ebbasta feat. Baby Gang, Geolier & Simba La Rue                        |
| 2023 | Senza di me Le cose cambiano            | IT34 (1 Wo.)IT | — | — | — | Massimo Pericolo feat. Baby Gang                                                                              |
| 2024 | Beccaria san vittore Tunnel             | IT34 (1 Wo.)IT | — | — | — | Simba La Rue feat. Baby Gang                                                                                  |
| 2024 | Ghetto Esci dal tunnel                  | IT30 (… Wo.)IT | — | — | — | Simba La Rue feat. Baby Gang                                                                                  |

Weitere Gastbeiträge
- 2020: Baby Gang (167 Gang feat. Baby Gang, IT: Gold)
- 2022: Fratello mio (Escomar feat. Baby Gang & Simba La Rue, IT: Gold)

## Auszeichnungen für Musikverkäufe
| Goldene Schallplatte - Frankreich - 2024: für die Single Mentalité - Italien - 2023: für das Lied Bebe - 2024: für das Lied 3 occhi - Polen - 2024: für die Single Mentalité - 2024: für die Single Ay Lala - Schweden - 2023: für die Single Mentalité - Spanien - 2024: für das Lied Casablanca | Platin-Schallplatte - Griechenland - 2023: für das Lied Casablanca - 2023: für die Single Mentalité - Italien - 2024: für das Lied Casablanca - 2024: für das Lied Bitch Affianco - Spanien - 2025: für das Lied Eurovision |

Anmerkung: Auszeichnungen in Ländern aus den Charttabellen bzw. Chartboxen sind in ebendiesen zu finden.
| Land/RegionAuszeichnungen für Musikverkäufe (Land/Region, Auszeichnungen, Verkäufe, Quellen) | Gold       | Platin       | Verkäufe  | Quellen              |
| -------------------------------------------------------------------------------------------- | ---------- | ------------ | --------- | -------------------- |
| Frankreich (SNEP)                                                                            | Gold1      | —            | 100.000   | snepmusique.com      |
| Griechenland (IFPI)                                                                          | —          | 2× Platin2   | 40.000    | Einzelnachweise      |
| Italien (FIMI)                                                                               | 22× Gold22 | 17× Platin17 | 2.725.000 | fimi.it              |
| Polen (ZPAV)                                                                                 | 2× Gold2   | —            | 50.000    | olis.pl              |
| Schweden (IFPI)                                                                              | Gold1      | —            | 40.000    | sverigetopplistan.se |
| Spanien (Promusicae)                                                                         | Gold1      | Platin1      | 90.000    | elportaldemusica.es  |
| Insgesamt                                                                                    | 27× Gold27 | 20× Platin20 |           |                      |